# (500283) 2012 PF14
(500283) 2012 PF14 es un asteroide perteneciente al cinturón de asteroides, descubierto el 10 de agosto de 2012 por el equipo del Spacewatch desde el Observatorio Nacional de Kitt Peak, Arizona, Estados Unidos.

## Designación y nombre
Designado provisionalmente como 2012 PF14.

## Características orbitales
2012 PF14 está situado a una distancia media del Sol de 2,805 ua, pudiendo alejarse hasta 3,067 ua y acercarse hasta 2,544 ua. Su excentricidad es 0,093 y la inclinación orbital 17,24 grados. Emplea 1716,63 días en completar una órbita alrededor del Sol.

## Características físicas
La magnitud absoluta de 2012 PF14 es 16,3.